# Gaidropsarus pacificus
Gaidropsarus pacificus är en fiskart som först beskrevs av Temminck och Schlegel, 1846.  Gaidropsarus pacificus ingår i släktet Gaidropsarus och familjen lakefiskar. Inga underarter finns listade i Catalogue of Life.